# Geoffrey Hawthorn
Geoffrey Hawthorn (Slough, 28 de febrero de 1941-31 de diciembre de 2015) fue un profesor británico de política internacional y teoría social y política, así como un reputado autor. Estuvo al frente del departamento de ciencias políticas y política internacional de la Universidad de Cambridge.

## Formación
Hawthorn estudió en el Jesus College de Oxford y, posteriormente, en la London School of Economics and Political Science.

## Carrera académica
Hawthorn fue profesor de sociología en la Universidad de Essex, 1964-1970. En 1970 comenzó una duradera relación académica con la Universidad de Cambridge: profesor de sociología, 1970-1985; profesor adjunto de sociología y ciencias políticas, 1985-1998; catedrático de política internacional, 1998-2007; fellow, Churchill College, 1970-1976; fellow, Clare Hall desde 1982. Profesor visitante de sociología en la Universidad de Harvard entre 1973 y 1974 y entre 1989 y 1990; miembro visitante del Institute for Advanced Study en Princeton, Nueva Jersey, 1989-1990. A partir de 2007 fue profesor emérito de política internacional y teoría social y política de la Universidad de Cambridge. En palabras de Stefan Collini, publicadas en el obituario de Hawthorn aparecido en The Guardian: "Es gracias a él más que a ningún otro que Cambridge puede presumir hoy de poseer un floreciente departamento de ciencias políticas y estudios internacionales". También fue miembro del consejo editorial de la Cambridge Review of International Affairs.

## Publicaciones
- The Sociology of Fertility, Londres, Collier-Macmillan, 1970
- Enlightenment and Despair, Cambridge, Cambridge University Press, 1976, 1987
- Population and Development, Cambridge, Cambridge University Press, 1977
- The Standard of Living, Cambridge, Cambridge University Press, 1987
- Plausible Worlds: Possibility and Understanding in History and the Social Sciences, Cambridge, Cambridge University Press, 1991 (ed. en español: Mundos plausibles, mundos alternativos: Posibilidad y comprensión en la historia y en las ciencias sociales, Cambridge University Press, 1995)[6]
- The Future of Asia and the Pacific, Cambridge, Cambridge University Press, 1998
- Thucydides on Politics, Cambridge, Cambridge University Press, 2014.

Sus ideas acerca de la historia contrafactual son bien conocidas y han supuesto una gran influencia. Hawthorn también publicó numerosos trabajos en diarios académicos y otras publicaciones.

## Reconocimientos
En 1998 pronunció su Master-Mind Lecture en la Academia Británica. El departamento de ciencias políticas y política internacional de la Universidad de Cambridge instituyó el Premio Geoffrey Hawthorn en honor a su miembro fundador. Este galardón se otorga al estudiante con la nota media más alta en un trabajo de grado.